# Tangk
Tangk è il quinto album in studio del gruppo musicale britannico Idles, pubblicato nel 2024.

## Tracce
Testi di Joe Talbot, musiche di Jonathan Beavis, Mark Bowen, Adam Devonshire, Lee Kiernan e Joseph Talbot.
1. Idea 01 – 3:38
2. Gift Horse – 4:09
3. Pop Pop Pop – 4:16
4. Roy – 4:09
5. A Gospel – 3:45
6. Dancer – 3:09
7. Grace – 3:53
8. Hall & Oates – 2:23
9. Jungle – 4:11
10. Gratitude – 3:41
11. Monolith – 2:52

## Formazione
Idles
- Jon Beavis – batteria, cori
- Mark Bowen – chitarra, programmazione, tastiera, cori
- Adam Devonshire – basso, cori
- Lee Kiernan – chitarra, cori
- Joe Talbot – voce

Altri musicisti
- Colin Webster – sassofono
- Aaron Paris – archi
- James Murphy – voce (traccia 6)
- Nancy Whang – voce (traccia 6)